# NGC 4455
NGC 4455 ist eine balkenspiralförmige Zwerggalaxie vom Hubble-Typ SBcd im Sternbild Coma Berenices am Nordsternhimmel. Sie ist schätzungsweise 28 Millionen Lichtjahre von der Milchstraße entfernt und hat einen Durchmesser von etwa 20.000 Lj.
Im selben Himmelsareal befinden sich u. a. die Galaxien IC 791, IC 795, IC 3359, IC 3429.
Das Objekt wurde am 10. April 1785 vom deutsch-britischen Astronomen Wilhelm Herschel entdeckt.